# Inverness (Montana)
Inverness és una concentració de població designada pel cens dels Estats Units a l'estat de Montana. Segons el cens del 2000 tenia 103 habitants.

## Demografia
Segons el cens del 2000, Inverness tenia 103 habitants, 40 habitatges, i 30 famílies. La densitat de població era de 10,1 habitants per km².
Dels 40 habitatges en un 40% hi vivien nens de menys de 18 anys, en un 65% hi vivien parelles casades, en un 10% dones solteres, i en un 25% no eren unitats familiars. En el 25% dels habitatges hi vivien persones soles el 10% de les quals corresponia a persones de 65 anys o més que vivien soles. El nombre mitjà de persones vivint en cada habitatge era de 2,58 i el nombre mitjà de persones que vivien en cada família era de 3,1.
Per edats la població es repartia de la següent manera: un 30,1% tenia menys de 18 anys, un 5,8% entre 18 i 24, un 30,1% entre 25 i 44, un 20,4% de 45 a 60 i un 13,6% 65 anys o més.
L'edat mediana era de 38 anys. Per cada 100 dones de 18 o més anys hi havia 105,7 homes.
La renda mediana per habitatge era de 28.750 $ i la renda mediana per família de 33.438 $. Els homes tenien una renda mediana de 25.625 $ mentre que les dones 10.000 $. La renda per capita de la població era de 15.594 $. Aproximadament el 20,7% de les famílies i el 23,5% de la població estaven per davall del llindar de pobresa.

## Poblacions més properes
El següent diagrama mostra les poblacions més properes.